# Vanessa Martyn
Vanessa Martyn (n. Madrid, 1980) es una presentadora, modelo y actriz española.
Comenzó estudiando modelaje e interpretación, tras presentarse a multitud de casting empieza a ser reclamada por diversas marcas publicitarias, grabando diversos anuncio publicitarios. Su debut como presentadora llega en 1995 y como actriz en 1997.

## Programas
- Club Disney, La 1 (1997-98) y Telecinco (1998-2002) Presentadora
- Cafe Expréss, Telemadrid (2002-2003) Colaboradora
- Disney Time, Telecinco (2003-2004) Presentadora
- Todos contra el chef, Cuatro (2005-2007) Presentadora
- Las Mañanas de Cuatro, Cuatro (2007-2009) Colaboradora
- El Diario, Antena 3 (2009) Presentadora, Sustituta.[1]
- Abran fuego, Telemadrid (2015) Presentadora.[2]

## Series
- La vida en el aire, TVE (1997)
- Lady Kaña, Telemadrid (2004)